# Marre (cantante)
Marre, nombre artístico de María del Rosario Gómez (Bogotá, Colombia; 12 de enero de 1990), es una cantante colombiana.

## Inicios
Desde sus primeros años, Marre mostró su gusto por la música de todos los géneros, desde la clásica hasta la popular, tanto así que se podría decir que cantó antes de hablar y bailó inicialmente, para después caminar. Cuando apenas comenzaba a hablar y se le preguntaba qué quería ser cuando grande, ella afirmaba sin dudarlo que sería una "cantartista", palabra que ella inventó para describirse.
Cuando niña, Marre se formó musicalmente con Misi, Adelaida Sorzano, Charito Acuña, entre otros. Luego comenzó a prepararse tanto en danza como en voz, guitarra, piano y expresión corporal a la vez, con otros grandes como Carlos Ramírez, Juan Pablo Villamizar, Ramón Calzadilla, María Olga Piñeros, Tatiana Voronetska, Ricardo Carrasquilla, y Leonardo Castañeda.

## Carrera musical
Además de componer la música, Marre ha escrito siempre sus canciones. Su amor por la lectura y la poesía la ha llevado a desarrollar una habilidad especial a la hora de escribir. Componer para ella es algo así como respirar y no concibe vivir sin escribir. Su primera canción la hizo a los 4 años y se llamó "Las Frutas", y desde ese momento ha escrito cientos de canciones que relatan su vida y sus historias. Sus letras cuentan de manera sencilla y profunda a la vez, lo que viven las mujeres y las personas a su alrededor.
Ali, su hermana menor, ha sido parte de su vida musical. Es la guitarrista de su banda, ha sido un soporte esencial en el desarrollo de su carrera y han trabajado juntas desde siempre, apoyándose y creando ideas nuevas todos los días.

### Marre (álbum debut)
Su primer trabajo discográfico, titulado “Marre”, fue lanzado el 22 de abril de 2009 bajo la producción de Andrés Múnera, quien ha trabajado artistas como Diego Torres, David Bisbal y Carlos Santana por nombrar algunos. Su música tiene un estilo muy propio, que unido a su característico tono de voz, crea un sonido Pop-rock, juvenil, lleno de historias que tocan a las personas de todas las generaciones. El primer corte de difusión es “¿Qué Pasó?” y el segundo “Más y Más”.
Para el video de “Más y Más”, Marre se trasladó a la Argentina, donde se reunió con el director Joaquín Cambre y con el actor Nicolas D' Agostino, el popular Chicho Bacarolli de la serie de televisión “Patito Feo”, quien protagoniza el video junto a Marre. La historia representada en el video es el final de amor, que en un comienzo muestra un panorama oscuro, pero finalmente se torna en una historia llena de esperanza.
A Mediados de 2010 Lanzó “cada vez“ Yellow Submarine